# Szocóc
Szocóc (1899-ig Nagy-Szoczócz, szlovákul Socovce) község Szlovákiában, a Zsolnai kerületben, a Turócszentmártoni járásban. Szentmária tartozik hozzá.

## Fekvése
Turócszentmártontól 18 km-re délre fekszik.

## Története
A régészeti leletek tanúsága szerint területén már a bronzkorban éltek emberek.
A település Szentmária határában keletkezett a 13. században, 1258-ban „Zochowcz”, „Zoczowcz”, „Sochouch” alakban említik először. 1262-ben a zniói váruradalom része. 1293-ban „Scuchouch”, 1315-ben „Sotouch”, 1394-ben „Sochouch”, 1535-ben „Zozowcze” alakban szerepel a korabeli forrásokban. A 18. században a kincstáré. 1715-ben 9, 1720-ban 18 háztartása adózott. 1785-ben 28 házában 210 lakos élt.
A 18. század végén Vályi András így ír róla: „Szoczócz. Két tót falu Túrócz Várm. Kis Szoczócznak földes Ura Szenesi Uraság, Nagy Szoczócznak pedig a’ Tudományi Kintstár, lakosaik külömbfélék, N. Szoczócz, Kis Szoczócznak filiája; fekszenek Netzpálhoz 1 mértföldnyire; földgyeik jók, réttyek, legelőjök hasznos, fájok van, piatzok Mosóczon.”
1828-ban 24 háza és 215 lakosa volt, akik főként mezőgazdasággal foglalkoztak. Később elterjedt a hímzés és a kosárfonás is.
Fényes Elek 1851-ben kiadott geográfiai szótárában így ír a faluról: „Szocsócz (Kis), (v. Sztránka), f., Thurócz vmegyében, a körmöczi országutban: 44 kath., 31 evang. lak. F. u. b. Révay. Ut. p. Rudnó. Szocsócz (Nagy), tót falu, Thurócz vmegyében, a Thurócz vize mellett: 205 kath., 30 evang. lak. F. u. b. Révay.”
A trianoni diktátumig Turóc vármegye Stubnyafürdői járásához tartozott.
1943-ban csatolták hozzá Szentmáriát.

## Népessége
| Év:            | 1994. | 2004.   | 2014.   | 2024.   |
| -------------- | ----- | ------- | ------- | ------- |
| Emberek száma: | 230   | 243     | 245     | 227     |
| Eltérés:       |       | +5,65 % | +0,82 % | -7,34 % |

| Év:            | 2023. | 2024.   |
| -------------- | ----- | ------- |
| Emberek száma: | 228   | 227     |
| Eltérés:       |       | -0,43 % |

1910-ben 123, túlnyomórészt szlovák anyanyelvű lakosa volt.
2001-ben Szocóc 251 lakosából 249 szlovák volt.
2011-ben Szocóc 244 lakosából 228 szlovák.

## Nevezetességei
- Szentmária Szűz Mária tiszteletére szentelt római katolikus temploma a 13. században épült, a 16. században déli mellékhajóval bővítették. A 18. században újra építettek hozzá. Madonna-szobra 1500 körül készült késő gótikus stílusban. Kő keresztelőmedencéje 15. századi.
- A falu haranglába népi alkotás.

## Külső hivatkozások
- E-obce.sk Archiválva 2011. augusztus 31-i dátummal a Wayback Machine-ben
- Községinfó
- Szocóc Szlovákia térképén

## Lásd még
- Szentmária